# Careproctus parvidiscus
Careproctus parvidiscus és una espècie de peix pertanyent a la família dels lipàrids.

## Descripció
- Fa 17,7 cm de llargària màxima.
- Nombre de vèrtebres: 57.[5]

## Hàbitat
És un peix marí i batidemersal que viu entre 400 i 700 m de fondària.

## Distribució geogràfica
Es troba al mar d'Okhotsk.

## Observacions
És inofensiu per als humans.